# Accoella
Accoella is een geslacht van kevers uit de familie van de loopkevers (Carabidae). De wetenschappelijke naam van het geslacht is voor het eerst geldig gepubliceerd in 1990 door Ueno.

## Soorten
Het geslacht Accoella omvat de volgende soorten:
- Accoella akirai Ueno, 1990
- Accoella thermalis Ueno, 1995